# Su un ciliegio esterno
Su un ciliegio esterno è il terzo singolo estratto dall'album Max Gazzè (Gadzilla) del cantautore romano Max Gazzè, e pubblicato nel 2000.

## Tracce
1. Su un ciliegio esterno
2. Comunque vada
3. Terra
4. La tua realtà